# Церковь Покрова Пресвятой Богородицы (Гаджигусейнли)
Церковь Покрова Пресвятой Богородицы — церковь и памятник исторической архитектуры, построенные в 1897 году в селе Гаджихусейнли Кубинского района.
Церковь включена в список недвижимых историко-культурных памятников местного значения согласно распоряжению Кабинета Министров Азербайджанской Республики № 132 от 2 августа 2001 года.

## История
Село, в котором построена церковь, до 1892 года называлось Гаджигусейнли. В 1891 году местное население села было переселено, а на их место были поселены русские. Позднее село было переименовано в Еленовка в честь жены бакинского губернатора Владимира Рогге. В то же время в окрестностях было основано ещё три русских села. По просьбе новопереселившихся русских было принято решение о строительстве церкви в селе Еленовка. Для строительства Министерство внутренних дел Российской империи выделило средства. Архитектором церкви был инженер Павел Когновицкий, а подрядчиком — Мир Исмаил Мирзаев. Строительство церкви было завершено в 1897 году, и 10 августа церковь была освящена протоиереем Юницким. Основными прихожанами церкви были жители сёл Еленовка, Александровка, Петропавловка и Борисполь.
После советской оккупации в Азербайджане с 1928 года официально началась борьба с религией. Многие мечети, церкви и синагоги были переданы на баланс клубов для использования в образовательных целях. Церковь Покрова Пресвятой Богородицы также была закрыта для богослужений в этот период, а здание использовалось как склад.
После восстановления независимости Азербайджана здание церкви было включено в список недвижимых историко-культурных памятников местного значения согласно распоряжению Кабинета Министров Азербайджанской Республики № 132 от 2 августа 2001 года.
Поскольку церковь не используется, она находится в запущенном состоянии.

## Архитектура
Церковь построена из обожжённого кирпича, а фундамент выполнен из камня. Общая длина здания составляет 9 саженей (19,2 метра), а ширина — 4,5 сажени (9,6 метра). В церкви 10 окон и 5 дверей. Одна из дверей – для главного входа. Остальные двери меньше и расположены по бокам здания. Двери и окна окрашены белой краской, а на окнах установлены металлические решётки. Крыша церкви покрыта железными листами и окрашена краской с медным содержанием. На крыше установлены два железных креста, покрытых золотом. Колокольня церкви высотой 7 саженей (14,9 метра) расположена над притвором.

## Галерея

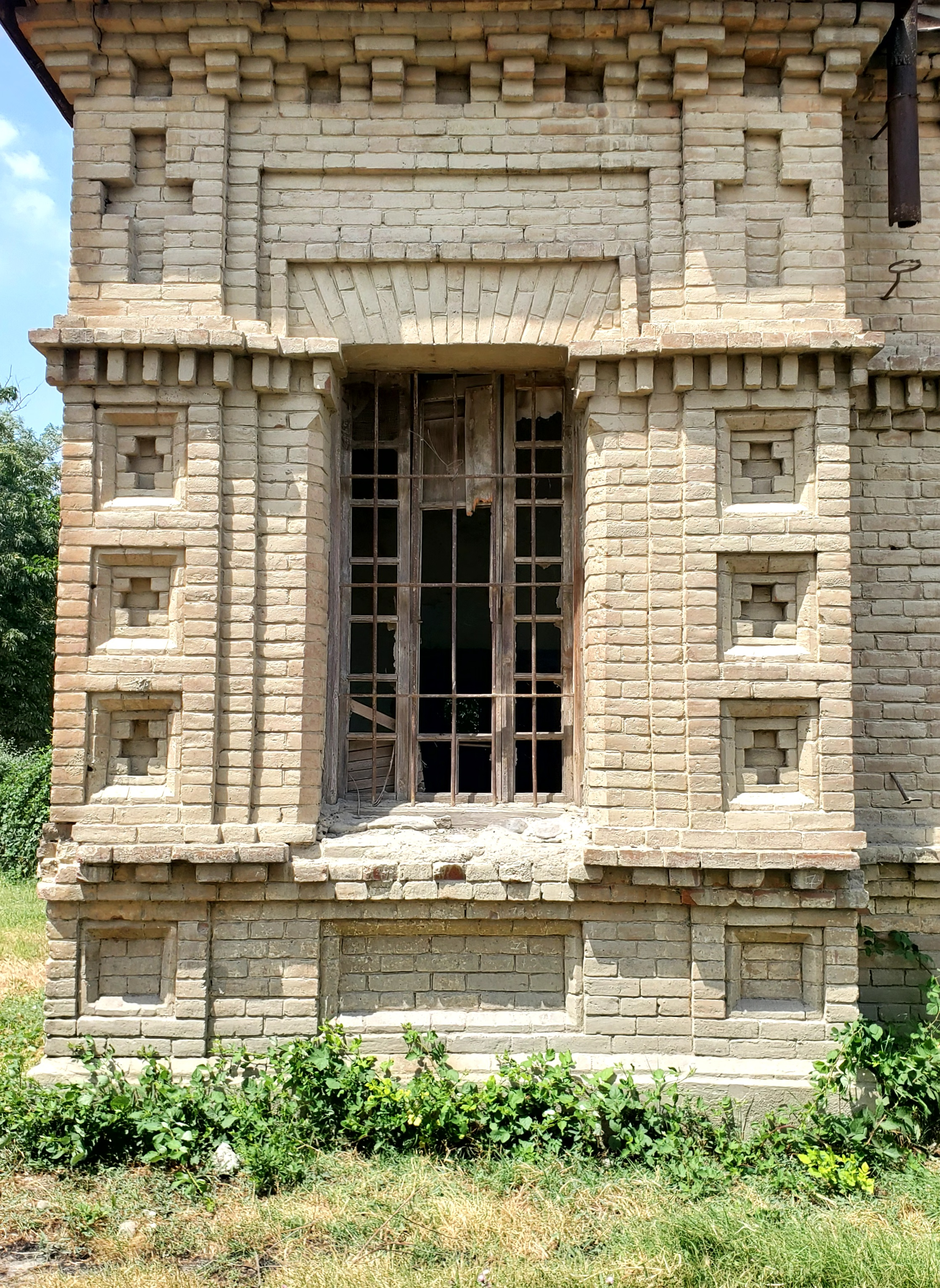
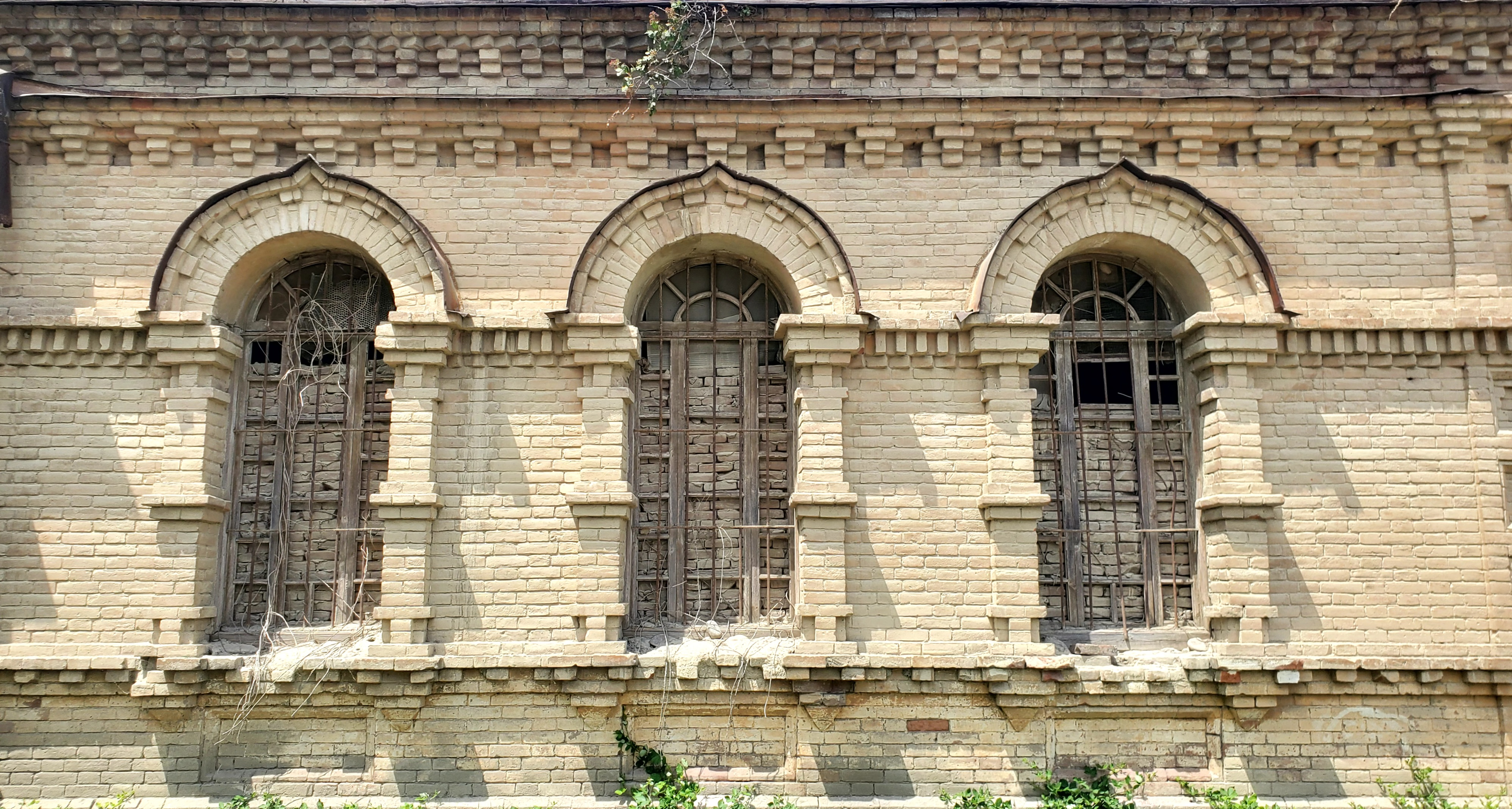
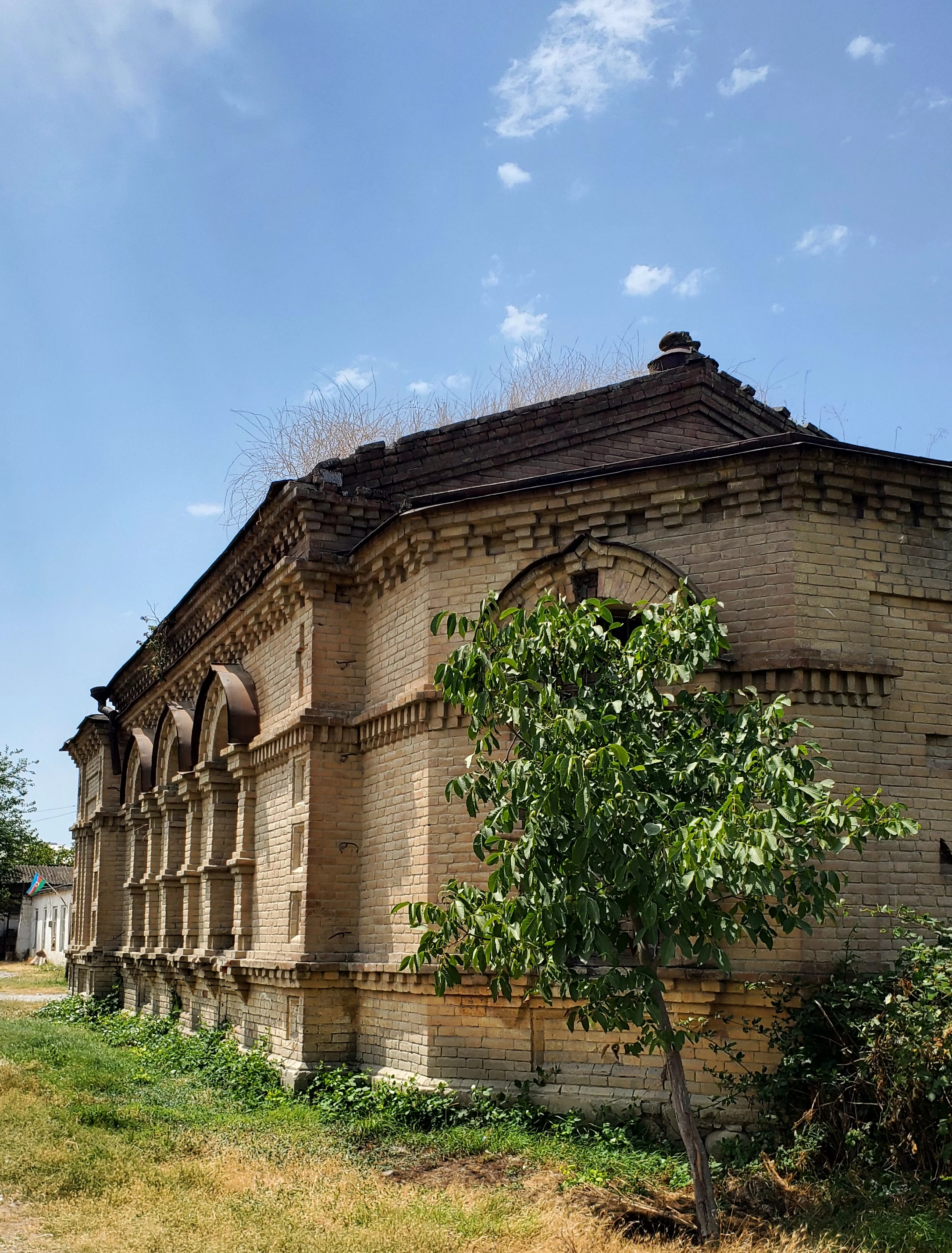
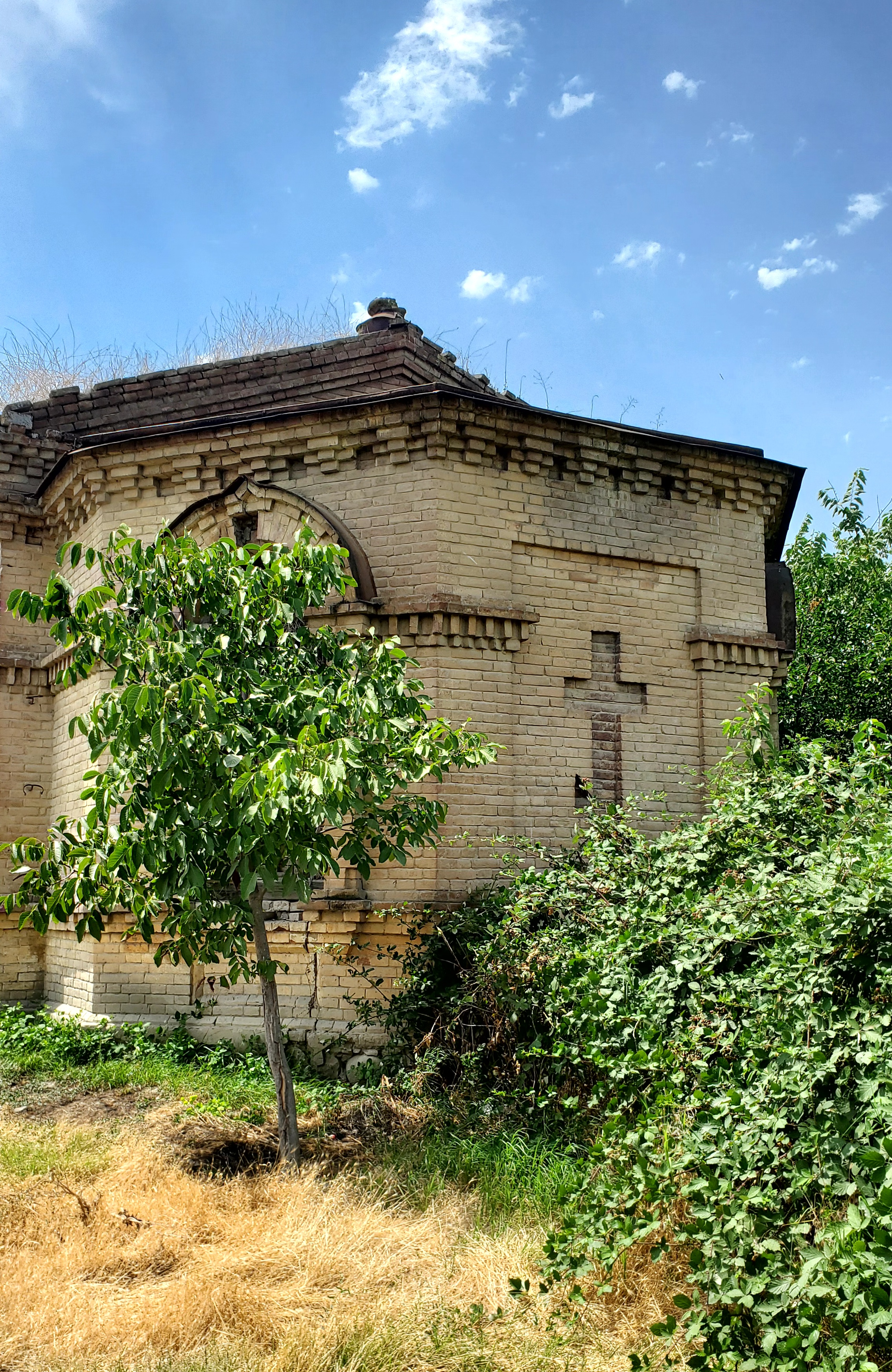